# Buluan
Buluan è una municipalità di quarta classe delle Filippine, situata nella Provincia di Maguindanao, nella Regione Autonoma nel Mindanao Musulmano.
Buluan è formata da 7 baranggay:
- Digal
- Lower Siling
- Maslabeng
- Poblacion
- Popol
- Talitay
- Upper Siling